# NGC 5218
NGC 5218 is een balkspiraalstelsel in het sterrenbeeld Hoofdhaar. Het hemelobject werd op 19 maart 1790 ontdekt door de Duits-Britse astronoom William Herschel.

## Synoniemen
- UGC 8529
- ZWG 317.3
- MCG 11-17-5
- VV 33
- ZWG 316.20
- Arp 104
- IRAS 13304+6301
- PGC 47603